# Горст фон Шретер
Горст фон Шретер (нім. Horst von Schroeter; 10 червня 1919, Райнсберг — 25 липня 2006, Бонн) — німецький офіцер-підводник, капітан-лейтенант крігсмаріне, віцеадмірал бундесмаріне. Кавалер Лицарського хреста Залізного хреста.

## Біографія
9 жовтня 1937 року вступив на флот. Служив на лінійному кораблі «Шарнгорст», на якому брав участь у бойових діях в перші місяці війни. В травні 1940 року переведений в підводний флот. В якості 1-го вахтового офіцера здійснив 6 походів на підводному човні U-123, яким командував Райнгард Гардеген. З 1 серпня 1942 по 17 червня 1944 року — командир U-123, зробив ще 4 походи (провівши в морі в цілому 343 дня), з 31 серпня 1944 року — U-2506, дислокованого в Бергені.
Всього за час бойових дій потопив 7 кораблів загальною водотоннажністю 32 240 тонн і пошкодив 1 корабель водотоннажністю 7068 тонн.
| Дата           | Назва корабля                   | Тип               | Тоннаж | Вантаж                                                          | Екіпаж | Загинули | Країна             | Конвой  |
| -------------- | ------------------------------- | ----------------- | ------ | --------------------------------------------------------------- | ------ | -------- | ------------------ | ------- |
| 29 грудня 1942 | Baron Cochrane                  | Торговий пароплав | 3,385  | 4376 тонн вугілля                                               | 44     | 2        | Британська імперія | ONS-154 |
| 29 грудня 1942 | Empire Shackleton (пошкоджений) | КАТ судно         | 7,068  | 2000 тонн генеральних вантажів, 1000 тонн боєприпасів і літаків | 62     | 0        | Британська імперія | ONS-154 |
| 8 квітня 1943  | Castillo Montealegre            | Торговий теплохід | 3,972  | Генеральні вантажі і деревина                                   | 41     | 12       | Іспанія            |         |
| 18 квітня 1943 | HMS P-615                       | Підводний човен   | 683    |                                                                 | 44     | 44       | Британська імперія |         |
| 18 квітня 1943 | Empire Bruce                    | Торговий пароплав | 7,459  | 9141 тонна лляного насіння                                      | 49     | 0        | Британська імперія |         |
| 29 квітня 1943 | Nanking                         | Торговий теплохід | 5,931  | 8500 тонн руди кіаніту, мелених горіхів та бавовни              | 32     | 0        | Швеція             |         |
| 5 травня 1943  | Holmbury                        | Торговий пароплав | 4,566  | 7798 тонн генеральних вантажів                                  | 46     | 2        | Британська імперія |         |
| 9 травня 1943  | Kanbe                           | Торговий пароплав | 6,244  | Генеральні вантажі, включаючи 3500 тонн міді                    | 71     | 66       | Британська імперія | TS-38   |

1 червня 1956 року вступив в бундесмаріне, в 1976-79 роках — командувач ВМС НАТО на Балтиці. 30 вересня 1979 року вийшов у відставку.

## Звання
- Кандидат в офіцери (9 жовтня 1937)
- Морський кадет (28 червня 1938)
- Фенріх-цур-зее (1 квітня 1939)
- Оберфенріх-цур-зее (1 березня 1940)
- Лейтенант-цур-зее (1 травня 1940)
- Оберлейтенант-цур-зее (1 квітня 1942)
- Капітан-лейтенант (21 грудня 1944)
- Корветтен-капітан (14 листопада 1956)
- Капітан-цур-зее (23 грудня 1964)
- Контрадмірал (1 жовтня 1971)
- Віцеадмірал (1 жовтня 1976)

## Нагороди
- Нагрудний знак підводника (25 серпня 1941)
- Залізний хрест
  - 2-го класу (25 серпня 1941)
  - 1-го класу (10 лютого 1942)
- Німецький хрест в золоті (12 грудня 1943)
- Лицарський хрест Залізного хреста (1 червня 1944)
- Фронтова планка підводника в сріблі (15 березня 1945)
- Орден «За заслуги перед Федеративною Республікою Німеччина»
  - офіцерський хрест (4 вересня 1972)
  - командорський хрест (1979)